# يورا
يورا هي مغنية وممثلة كورية جنوبية ولدت في 6 نوفمبر 1992.

## روابط خارجية
يورا على موقع IMDb (الإنجليزية)
- يورا على موقع ميوزك برينز (الإنجليزية)
- يورا على موقع قاعدة بيانات الفيلم (الإنجليزية)